# Orasema minutissima
Orasema minutissima is een vliesvleugelig insect uit de familie Eucharitidae. De wetenschappelijke naam is voor het eerst geldig gepubliceerd in 1894 door Howard.